# Friedrich Gottlieb Müller (Lithograf)
Friedrich Gottlieb Müller (* 11. Januar 1816 in Roda bei Stadtroda; † 28. Mai 1908 in Hannover) war ein deutscher Zeichenlehrer, Drucker, Lithograph, Unternehmer und Fotograf. Er blieb bekannt für seine Ortsansichten norddeutscher Orte aus der Zeit des 19. Jahrhunderts.

## Leben

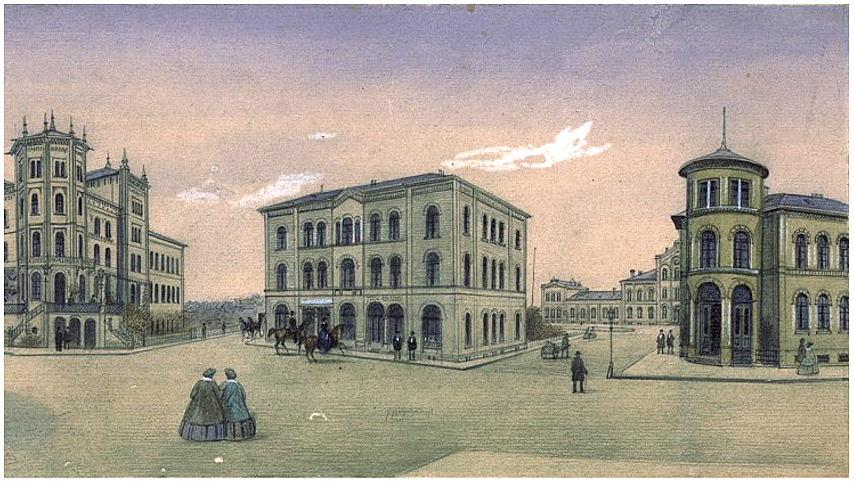
„Schillerplatz und Hannoverscher Bahnhof“ in Osnabrück;
mehrfarbige Bleistiftzeichnung von Müller, 1865

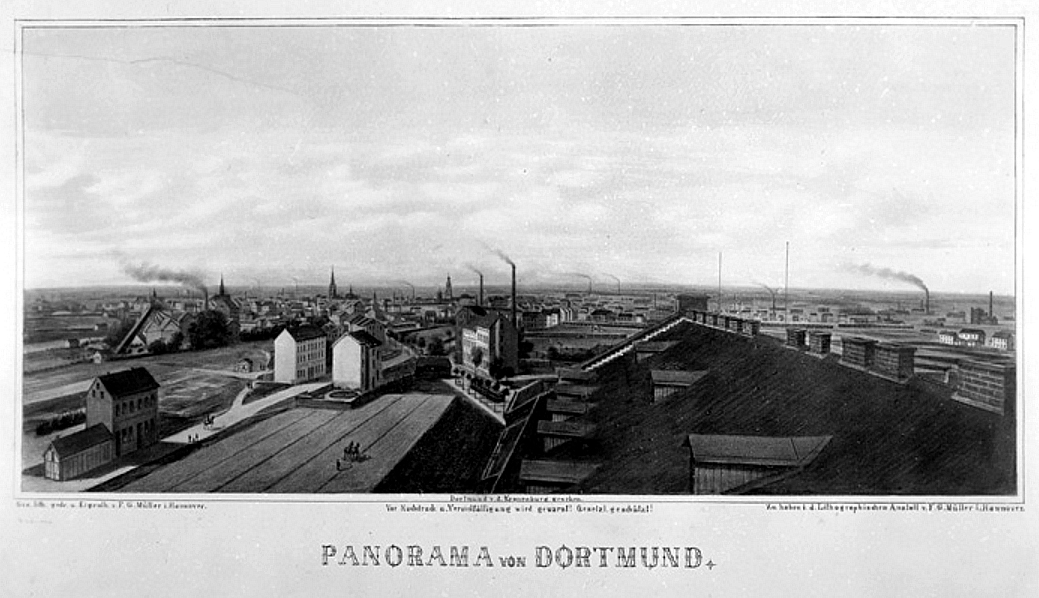
„Panorama von Dortmund“; Farblithographie 30,4 × 64,0 cm nach 1893 aus der Lithographischen Anstalt von F. G. Müller in Hannover;
Digitalisat des Westfälischen Landesmuseums für Kunst und Kulturgeschichte, Objektsignatur K 25-126 LM, „Fotosignatur“ 8177 der Aufnahme vom 19. Juli 2004

Friedrich Gottlieb Müller gründete in den frühen Jahren der Industrialisierung 1855 eine eigene Druckerei zur Herstellung von Steindrucken, durch die er beispielsweise Ortsansichten vervielfältigte. Bis in die Gründerzeit des Deutschen Kaiserreichs war er bis 1876 zudem als Lehrer für Zeichnen in Verden (Aller) tätig.
1884 siedelte der Künstler nach Hannover über.